# アルバート・スペンサー (第7代スペンサー伯爵)
第7代スペンサー伯爵アルバート・エドワード・ジョン・スペンサー（英: Albert Edward John Spencer, 7th Earl Spencer, TD, FRSA、1892年5月23日 - 1975年6月9日）は、イギリスの貴族、政治家。
父がスペンサー伯爵位を継承した1910年から自身が爵位を継承する1922年までオールトラップ子爵（Viscount Althorp）の儀礼称号を使用した。愛称はジャック。
ダイアナ元皇太子妃の祖父。ウィリアム皇太子、ヘンリー王子の曾祖父。ジョージ王子、シャーロット王女、ルイ王子、アーチー・マウントバッテン＝ウィンザーの高祖父。

## 経歴
第6代スペンサー伯爵チャールズ・スペンサーの長男としてロンドンに生まれる。母はマーガレット（初代レヴェルストーク男爵エドワード・ベアリングの次女）。国王エドワード7世が代父の一人であった。
ハーロー校を経てケンブリッジ大学トリニティ・カレッジへ進学する。1916年には
ノーザンプトンシャーの治安判事に就任する。1917年から1918年にかけてはライフガーズの大尉として第一次世界大戦に従軍したが、負傷して前線から下げられた。
1922年9月26日にスペンサー伯爵位を継承して貴族院議員に列する。
その後、ノーザンプトンシャーの地方政治家になり、鑑定家としても活躍。ウォレス・コレクションの保管委員や王立裁縫学校の校長、またロンドン考古協会や王立芸術協会のフェロー、ヴィクトリア&アルバート博物館の顧問会議の議員等を歴任。また1924年から43年間に渡って国防義勇軍に所属した。
1924年にノーザンプトン連帯第4大隊（4th Battalion, the Northampton Regiment）から大佐（Hon. Colonel）の階級を贈られる。また1937年にロイヤル・エンジニアーズの第50A.A大隊からも大佐の階級を贈られる。
1952年から1967年までノーザンプトンシャー州統監を務める。
1975年6月9日にノーザンプトンで死去した。爵位と家督は長男のエドワードが継いだ。

## 人物
気難しくてぶっきらぼうな人物だったと言い、息子エドワードとの交流もほとんどなかった。ダイアナも幼いころ、祖父が怖かったという。しかし晩年には息子エドワードの愛人（後に後妻）であるレインが仲介役になって親子関係を修復した。ステッキの蒐集をしていたスペンサー卿は、頻繁にステッキを贈ってくれるレインが大好きだったという。
自分の屋敷への思い入れが強く、邸宅に飾られている全ての絵画や家具の由来を説明できたので「館長伯爵」と呼ばれていた。屋敷内を見学する訪問客が屋敷を汚さないよう、はたきをもって付いていくことが多かったという。首相ウィンストン・チャーチルが訪問した際には口にくわえた葉巻を没収したこともあったという。

## 栄典

### 爵位
- 1922年、第7代スペンサー伯爵（1765年創設グレートブリテン貴族爵位）[3]
- 1922年、第7代スペンサー子爵（1761年創設グレートブリテン貴族爵位）[3]
- 1922年、第7代オールトラップ子爵（1765年創設グレートブリテン貴族爵位）[3]
- 1922年、第2代オールトラップ子爵（1905年創設連合王国貴族爵位）[3]
- 1922年、第7代スペンサー男爵（1761年創設グレートブリテン貴族爵位）[3]

### 勲章
- 国防義勇軍勲章（英語版）（TD）[3]

### その他
- 1954年、王立芸術協会フェロー（FRSA）[3]

## 家族
1919年に第3代アバコーン公爵の次女シンシア・ハミルトンと結婚した。彼女との間に2人の子供を儲けた。
- アン・スペンサー嬢（1920年 - 2020年）： 1944年にクリストファー・ウェーク・ウォーカー（フレデリック・ウェーク＝ウォーカー（英語版）提督の息子）と結婚。
- エドワード・スペンサー(1924年 – 1992年)： 第8代スペンサー伯爵位を継承。ダイアナ妃の父。